# Major Gercino
Major Gercino est une ville brésilienne de l'État de Santa Catarina.

## Géographie
Major Gercino se situe à une latitude de 27° 25′ 05″ sud et à une longitude de 48° 57′ 05″ ouest, à une altitude de 80 mètres.
Sa population était de 3 279 habitants au recensement de 2010. La municipalité s'étend sur 286 km2.
Elle fait partie de la microrégion de Tijucas, dans la mésorégion du Grand Florianópolis.

## Villes voisines
Major Gercino est voisine des municipalités (municípios) suivantes :
- Nova Trento
- São João Batista
- Antônio Carlos
- Angelina
- Leoberto Leal